# 에블레스키베
에블레스키베(덴마크어: æbleskive, 복수: æbleskiver 에블레스키베르[*])는 덴마크의 음식이다. "사과 조각"이라는 뜻이지만 사과를 넣어 만들지는 않는다.

## 사진 갤러리

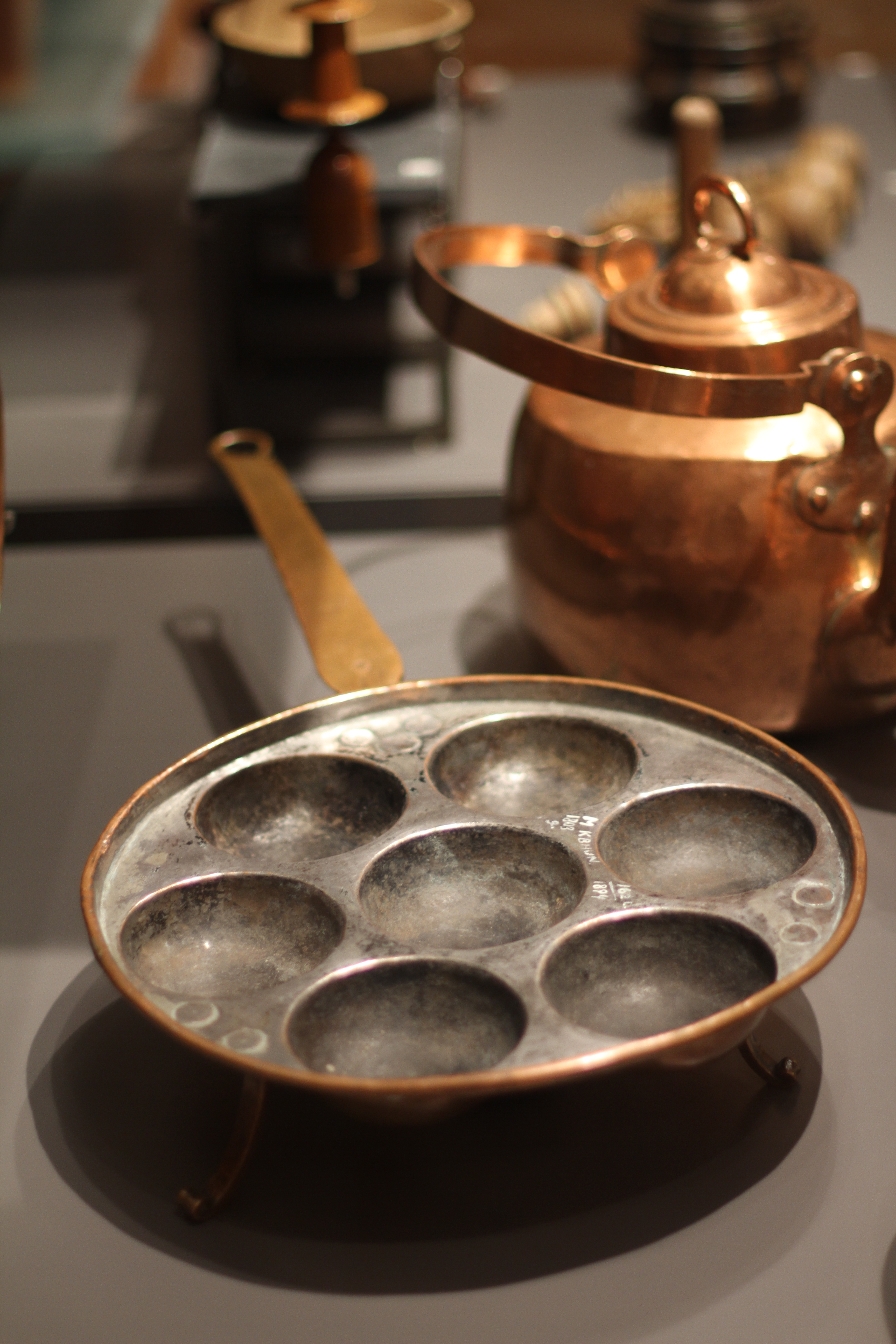
에블레스키베 팬
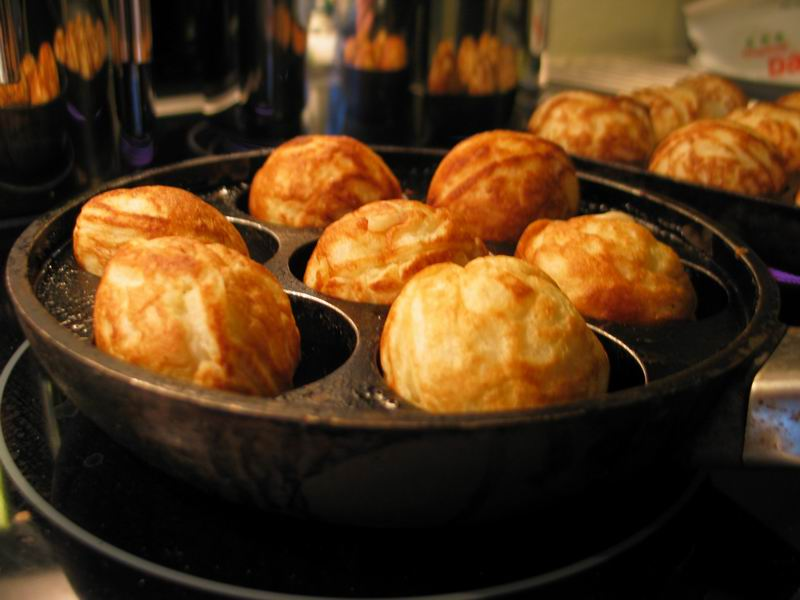
에블레스키베 굽기
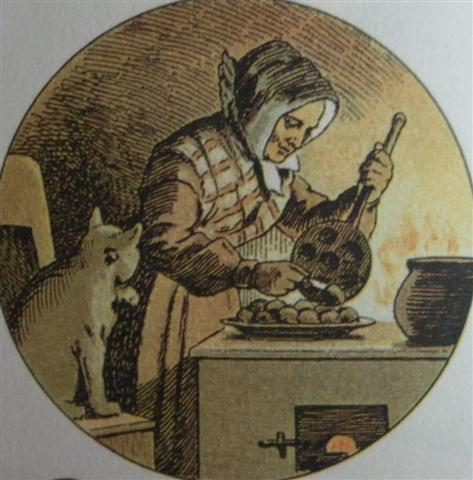
요한 크론의 《페테르스 율》 삽화 속 에블레스키베

## 같이 보기
- 팬케이크 목록